# Mehdi Frère
Mehdi Frère, né le 27 juillet 1996 à Paris, est un athlète français spécialiste des épreuves d'endurance.
Il est également gendarme et athlète de la Garde Républicaine.

## Carrière

### Débuts
Mehdi Frère commence l'athlétisme en 2012 au Bondoufle AC, à 16 ans, après avoir fait du football pendant plusieurs années. Il part ensuite en sport-études athlétisme à Font-Romeu (Pyrénées Orientales). Il signe au club Pays de Fontainebleau Athlétisme en 2016.

Frère traverse ses premières années avec succès. Aux championnats d'Europe juniors en 2013, il arrive 9ème au 5 000 mètres. En 2015, il court le 10 km en 30 min 17 s et le semi-marathon en 1 h 10. Il réalise alors qu'il souhaite se consacrer au marathon :
"Mon choix de carrière était fait. C’était une distance qui m’attirait, même si elle est impressionnante et qu’elle fait un peu peur. Je ne voyais pas faire autre chose que de la route et du marathon, plus tard…"
A 21 ans, en 2017, il réalise 29 min 58 s au 10 km et 1 h 05 au semi-marathon. En 2019, il court son premier marathon en 2 h 14 à Valence.

### Succès international
Il se fait connaître en 2020, en courant le Marathon de Valence en 2 h 08 min 55' s, et un 10 km en 27 min 30' s.
Mehdi Frère est médaillé d'or par équipes et se classe 35e en individuel aux Championnats d'Europe de cross-country 2021 à Dublin,.
Le 3 décembre 2023, en terminant 9e du Marathon de Valence en 2 h 05 min 43 s, il devient le 2e performeur français de l'histoire sur marathon (derrière Mohrad Amdouni). Il améliore ainsi son record personnel de plus de 3 minutes, et s'octroie une place en équipe de France Olympique.
Le 26 mai 2024, Mehdi Frère décroche le titre de champion du Monde militaire de semi-marathon, avec un temps de 1h 02 min 43 s à Sarajevo en Bosnie-Herzégovine.

### Gendarme et athlète
Mehdi Frère s'engage comme Gendarme adjoint volontaire en 2018, avant de rejoindre la Garde républicaine en 2019. En 2021, il réussit le concours "sous-officier", et intègre l'escadron motocycliste de la Garde.
Il bénéficie d'un aménagement de son temps de travail pour trouver un équilibre entre son métier et son sport. Il court aussi avec l'équipe de course à pied de la Garde républicaine.

### Suspension à titre provisoire pour manquements à ses obligations de localisation
En mai 2024, le site spécialisé Spe15 révèle que Mehdi Frère est visé par une procédure de l'Unité d'intégrité de l'athlétisme (AIU) en raison de trois manquements à ses obligations de localisation (en l'espace de 12 mois).
World Athletics, la fédération internationale d'athlétisme, le suspend finalement pendant deux ans, jusqu'en 2026. Frère fait appel de cette décision pour espérer pouvoir concourir aux Jeux Olympiques de Paris 2024.
Le 3 août 2024, Mehdi Frère annonce que le tribunal arbitral du sport a rejeté son appel et donc confirmé la sanction de deux ans de suspension.

## Palmarès

### Palmarès international
| Date | Compétition                                         | Lieu       | Résultat | Épreuve       | Temps          |
| ---- | --------------------------------------------------- | ---------- | -------- | ------------- | -------------- |
| 2013 | Coupe du monde jeunes de courses en montagne        | Gap        | 6e       | Junior        |                |
| 2013 | Coupe du monde jeunes de courses en montagne        | Gap        | 3e       | Par équipes   |                |
| 2014 | Match courses sur route Juniors-Espoirs ITA-FRA-SRB | Udine      | 2e       | 10 km         | 31 min 14      |
| 2015 | Championnats d'Europe junior 2015                   | Eskilstuna | 9e       | 5 000 m       | 14 min 49 s 56 |
| 2016 | Match 10 km route Juniors-Espoirs                   | Rennes     | 7e       | 10 km         | 31 min 44 s    |
| 2017 | Match 10 km route Juniors-Espoirs                   | Rennes     | DNF      | 10 km         |                |
| 2018 | Jeux méditerranéens                                 | Tarragone  | 11e      | Semi-Marathon | 1 h 08 min 32  |
| 2018 | Match 10 km route Juniors-Espoirs                   | Rennes     | 2e       | 10 km         | 29 min 28 s    |
| 2018 | Match 10 km route Juniors-Espoirs                   | Rennes     | 1er      | par équipes   | 29 min 28 s    |
| 2019 | Marathon de Valence                                 | Valence    | 38e      | Marathon      | 2 h 14 min 25  |
| 2020 | Marathon de Valence                                 | Valence    | 20e      | Marathon      | 2 h 08 min 55  |
| 2023 | Marathon de Paris                                   | Paris      | 10e      | Marathon      | 2 h 11 min 04  |
| 2023 | Championnats du monde d'athlétisme                  | Budapest   | 18e      | Marathon      | 2 h 11 min 59  |
| 2023 | Marathon de Valence                                 | Valence    | 9e       | Marathon      | 2 h 05 min 43  |
| 2024 | Semi-marathon de Paris                              | Paris      | 2e       | Semi-Marathon | 1 h 01 min 15  |
| 2024 | Championnats du monde de cross-country              | Belgrade   | 20e      | Individuel    | 29 min 16 s    |

### Palmarès national
| Année | Compétition                                          | Lieu           | Résultat | Épreuve       |
| ----- | ---------------------------------------------------- | -------------- | -------- | ------------- |
| 2014  | Championnats de France d'athlétisme cadets / juniors | Valence        | 2e       | 3000m Steeple |
| 2016  | Championnats de France d'athlétisme espoirs          | Paris          | 1er      | 10 000 mètres |
| 2018  | Championnats de France d'athlétisme en salle         | Lièvin         | 3e       | 3 000 mètres  |
| 2020  | Championnats de France d'athlétisme                  | Pace           | 3e       | 10 000 mètres |
| 2020  | Championnats de France d'athlétisme                  | Albi           | 5e       | 5 000 mètres  |
| 2021  | Championnats de France de cross                      | Montauban      | 3e       | cross long    |
| 2024  | Championnats de France de cross                      | Cap'Découverte | 2e       | cross long    |

## Records
| Épreuve         | Épreuve   | Temps             | Lieu            | Date            |
| --------------- | --------- | ----------------- | --------------- | --------------- |
| 1 000 m         | Plein air | 2 min 30 s 53     | Fontainebleau   | 18 juillet 2020 |
| 1 500 m         | Plein air | 3 min 44 s 67     | Fontainebleau   | 9 juin 2017     |
| 3 000 m         | Plein air | 7 min 56 s 50     | Franconville    | 6 mai 2018      |
| 3 000 m         | En salle  | 8 min 4 s 20      | Liévin          | 18 février 2018 |
| 3 000 m steeple | Plein air | 9 min 0 s 15      | Rosny sous bois | 28 juin 2017    |
| 5 000 m         | Plein air | 13 min 34 s 91    | Montesson       | 10 juin 2023    |
| 10 000 m        | Plein air | 28 min 03 s 27    | Pace            | 29 août 2020    |
| 10 km           | Plein air | 28 min 49 s       | Genève          | 3 octobre 2019  |
| 15 km           | Plein air | 45 min 42 s       | Le puy en velay | 1er mai 2018    |
| 20 km           | Plein air | 58 min 10 s       | Paris           | 3 octobre 2022  |
| Semi-marathon   | Plein air | 1 h 00 min 34 sec | Valence         | 23 octobre 2022 |
| Marathon        | Plein air | 2 h 05 min 43 s   | Valence         | 3 décembre 2023 |